# Авиаремонтная мастерская
Авиаремонтная мастерская (АвиаРМ) — воинская часть Военно-воздушных сил Красной Армии Вооружённых Сил СССР до и во время Великой Отечественной войны, а также в послевоенное время, с 25.02.1946 года в Советской Армии.

## История
Мастерская авиаремонтная — мастерская, которая выполняет войсковой ремонт авиационной техники. Мастерская придается авиационным войсковым соединениям или воинским частям и выполняет все ремонтные работы по плану и заданиям на ремонт авиационной части, руководствуясь действующими инструкциями и технологиями для определённого типа самолёта. Мастерские авиаремонтные делятся на стационарные и подвижные.,
Система ремонта авиационной техники сложилась в конце 1930-х годов в авиации (Военно-воздушных силах) Красной Армии на трёх организационных уровнях. В годы Великой Отечественной войны 1941—1945 годов советского народа против Германии и её союзников эта система прошла проверку в боевых условиях и оказалась наиболее сложной составной частью инженерно-авиационного обеспечения при восстановлении самолётов с боевыми и эксплуатационными повреждениями.
Стационарный ремонт выполнялся авиационными ремонтными базами (далее АвиаРБ) и стационарными авиаремонтными мастерскими (далее САвиаМ), в них производился средний и капитальный ремонт самолётов. Капитальный ремонт осуществлялся и на серийных и ремонтных заводах промышленности.
Ремонт самолётов на местах базирования выполнялся подвижными ремонтными органами — подвижными авиаремонтными мастерскими на транспортной базе (далее ПАРМ). ПАРМы были дух типов — состоявшие из железнодорожных вагонов (ПАМ ж.д.) и автомобилей (ПАРМ авто), в которых было смонтировано оборудование. Эти мастерские прикреплялись к стационарным ремонтным органам и выполняли средний ремонт техники.
Полевой ремонт техники выполнялся автомобильной мастерской ПАРМ-1, состоявшей из одного автомобиля. Мастерская выполняла мелкий и текущий ремонт самолётов.
Капитальный, средний, мелкий и текущий ремонты выполнялся также техническим составом авиационных частей.
С 22 июня 1941 года авиаремонтные мастерские начали входить в состав Действующей армии.
- 7-я стационарная авиационная мастерская Западного фронта.
- 8-я стационарная авиационная ремонтная мастерская.
- 11-я подвижная авиационная ремонтная мастерская Северо-Западного фронта.
- 14-я стационарная авиационная ремонтная мастерская Юго-Западного фронта.
- 31-я подвижная железнодорожная авиационная ремонтная мастерская.
- 48-я стационарная авиационная ремонтная мастерская.
- Другие

Практика организации ремонтов техники в ходе войны показала, что предвоенная структура, имеет некоторые недостатки. Основным из них была организационная разобщённость — часть ремонтных органов была в подчинении главного инженера Военно-воздушных сил (далее ВВС), часть — начальника тыла ВВС, а большая часть — начальника снабжения и ремонта ВВС.
АРБы и САМы стационарной ремонтной сети были развиты хорошо и в принципе обеспечивали потребность войск в выполнении стационарных ремонтов.
Полевая ремонтная сеть была менее развита и имела несовершенную организацию, недостаточную укомплектованность и оснащённость технологической документацией и оборудованием. Это снижало качество восстановления повреждённых самолётов. К концу 1942 года в авиачастях скопилось большое число неисправных самолётов.
Командование начало реорганизацию полевой ремонтной сети и систему управления ремонтом в целом. Ремонтные органы передавались главному инженеру ВВС и увеличивалась число подвижных авиаремонтных мастерских. В инженерно-авиационную службу авиаполков из тыловых органов были переданы мастерские ПАРМ-1 (автомобили) и в дополнение к ним были сформированы мастерские по ремонту спецоборудования ПАРМС-1.
Из сети стационарного ремонта переданы в авиационные дивизии мастерские ПАРМ-3.
В начале 1943 года в полевой ремонтной сети для выполнения полевого ремонта техники создаются подвижные авиаремонтные базы (далее ПАРБ), на которые возлагались ремонт самолётов и моторов, а позднее были добавлен и ремонт оборудования самолётов (далее СПАРБ). ПАРБ придавались авиационным дивизиям, следовали с ними при перебазировании и сыграли ведущую роль в восстановлении авиационной техники с повреждениями средней тяжести. Эти меры, проведённые в ходе войны, в большой мере укрепили полевую ремонтную сеть.
В начале 1943 года стационарная ремонтная сеть уже была большой и выполняла сложные виды ремонта авиатехники на своей базе, а в случае затруднения доставки авиатехники из авиационных дивизий в АРБы и САМы — и на местах базирования самолётов с помощью своих подвижных подразделений ПАМ ж.д. и ПАРМ-10.
В составе АРБ и САМ были развёрнуты цехи, которые сортировали и восстанавливали узлы и детали самолётов и моторов, не подлежащих восстановлению. Эти цехи явились надёжным источником поставки запасных частей во время войны.
Одновременно с усилением производственной базы ремонтной сети ВВС совершенствовалась и её организационная структура. В 1943 году при главном инженере ВВС создаются Управление полевого ремонта и Управление капитально-восстановительного ремонта авиатехники. На Управление полевого ремонта возложены обязанности учёта ремонтных органов, планомерного учёта всех неисправных и восстановленных самолётов, осуществление манёвра ремонтными органами. Благодаря организации этого управления полевая ремонтная сеть быстро росла не только количественно, но и качественно. К августу 1943 года в войсках уже работало 113 ПАРБ и 25 СПАРБ. Одновременно растёт качество и культура ремонта, ведётся борьба за сохранение аэродинамических качеств самолётов. Растёт производительность и качество ремонта и в стационарной сети ремонта.
Во время войны ремонтники работали по 12—15 часов в сутки, порой под вражескими бомбёжками, восстанавливали повреждённые в боях и на аэродромах самолёты и снова передавали их в полки. ПАМ ж.д. располагалась в специально оборудованных железнодорожных вагонах, в них и ремонтировали моторы, крылья и фюзеляжи самолётов, пробитые осколками снарядов, заменяли приборы. Мастерская продвигалась по железной дороге вслед за наступавшими войсками.
На завершающем этапе войны ремонтная сеть ВВС представляла единый отлаженный комплекс стационарных и подвижных баз и мастерских. Подвижные мастерские являлись эффективным средством обеспечения боеспособности авиационных частей. К концу войны в ВВС функционировало более 1 600 подвижных авиационных ремонтных органов различных типов.
В 1944—1945 годах подвижные авиаремонтные мастерские в ремонтной сети ВВС входили в единый комплекс стационарных и подвижных формирований. Подвижные формирования являлись эффективным средством обеспечения боеспособности авиационных соединений и воинских частей. На завершающем этапе войны в ВВС функционировало более 1600 подвижных авиаремонтных органов различных типов.
Вклад в Победу инженерно-технического состава огромен. Советским правительством орденами и медалями награждено 49 946 человек, в том числе орденом Ленина — 360, орденом Красного Знамени — 1 242, орденом Красной Звезды — 21 336.
Боевой опыт инженерно-авиационной службы ВВС периода Великой Отечественной войны 1941—1945 годов использовался инженерно-техническим составом Советской Армии и ныне используется в Российской армии в интересах повышения боеготовности ВВС.

## Формирования
В период Великой Отечественной войны существовали следующие формирования:
- Стационарная авиационная ремонтная мастерская ВВС Юго-Западного фронта, 2-й, 16-й, 17-й воздушных армий (Балашовская). Периоды вхождения в Действующую армию: 13.11.41-15.3.42; 15.7.42-10.3.43.[3]
- 1-я стационарная авиационная ремонтная мастерская Ленинградского фронта. Период вхождения в Действующую армию: 25.6.42-9.5.45.[3]
- 2-я стационарная авиационная ремонтная мастерская Закавказского фронта. Период вхождения в Действующую армию: 16.8.42-30.3.43.[3]
- 3-я стационарная авиационная ремонтная мастерская. Периоды вхождения в Действующую армию: 31.7.41-1.9.41; 28.3.42-25.4.43. Переименована в 91-ю САМ 25.4.43 г.[3]
- 4-я стационарная авиационная ремонтная мастерская 12-й воздушной армии. Период вхождения в Действующую армию: 9.8.45-3.9.45.[3]
- 5-я подвижная железнодорожная авиационная ремонтная мастерская. Периоды вхождения в Действующую армию: 23.6.41-10.10.41; 15.7.44-10.10.44.[3]
- 6-я подвижная авиационная ремонтная мастерская. Период вхождения в Действующую армию: 7.8.41-12.9.41.[3]
- 6-я стационарная авиационная ремонтная мастерская. Период вхождения в Действующую армию: 9.8.45-3.9.45 .[3]
- 7-я стационарная авиационная мастерская Западного фронта. Период вхождения в Действующую армию: 22.6.41-14.9.41.[3]
- 7-я стационарная авиационная мастерская Закавказского фронта. Периоды вхождения в Действующую армию: 23.11.41-28.1.42; 15.5.42-30.3.43.[3]
- 8-я подвижная железнодорожная авиационная ремонтная мастерская. Период вхождения в Действующую армию: 25.12.42-9.5.45.[3]
- 8-я стационарная авиационная ремонтная мастерская. Периоды вхождения в Действующую армию: 22.6.41-21.1.44; 24.4.44-26.11.44.[3]
- 10-я стационарная авиационная ремонтная мастерская 9-й воздушной армии. Период вхождения в Действующую армию: 9.8.45-3.9.45.[3]
- 10-я подвижная авиационная мастерская 7-го авиационного корпуса дальнего действия, 3-го гвардейского бомбардировочного авиационного корпуса Период вхождения в Действующую армию: 15.10.44-10.2.45.[3]
- 10-я стационарная авиационная ремонтная мастерская Закавказского фронта. Период вхождения в Действующую армию: 16.2.42-1.8.42.[3]
- 11-я подвижная железнодорожная авиационная ремонтная мастерская Западного фронта, 1-й, 4-й воздушных армий. Период вхождения в Действующую армию: 26.6.41-9.5.45.[3]
- 11-я подвижная авиационная ремонтная мастерская Северо-Западного фронта, 6-й, 15-й, 2-й воздушных армий. Периоды вхождения в Действующую армию: 22.6.41-20.11.43; 12.12.43-11.5.45.[3]
- 12-я подвижная железнодорожная авиационная ремонтная мастерская 12-й воздушной армии. Период вхождения в Действующую армию: 9.8.45-3.9.45.[3]
- 13-я стационарная авиационная ремонтная мастерская. Период вхождения в Действующую армию: 24.6.41-1.12.41.[3]
- 14-я стационарная авиационная ремонтная мастерская Юго-Западного, Брянского фронтов, 2-й, 15-й, 18-й воздушных армий. Периоды вхождения в Действующую армию: 22.6.41-12.3.43; 23.3.43-25.4.43.[3] Переименована в 94-ю САМ 15.1.44 г. (прим. автора статьи)
- 14-я подвижная железнодорожная авиационная ремонтная мастерская Южного фронта, 8-й, 4-й воздушных армий. Периоды вхождения в Действующую армию: 27.6.41-12.5.44; 16.7.44-9.5.45.[3]
- 16-я стационарная авиационная ремонтная мастерская. Периоды вхождения в Действующую армию: 3.7.41-5.8.42; 17.12.43-26.2.44.[3]
- 16-я подвижная железнодорожная авиационная ремонтная мастерская Северо-Западного фронта, 6-й, 2-й воздушных армий Периоды вхождения в Действующую армию: 19.7.41-20.11.43; 12.12.43-21.1.44; 5.2.44-7.9.44; 5.12.44-11.5.45.[3]
- 17-я стационарная (подвижная) авиационная ремонтная мастерская Северного, Ленинградского, Волховского, Северо-Западного фронтов, 5-й, 6-й воздушных армий. Периоды вхождения в Действующую армию: 1.7.41-20.11.43; 12.12.43-7.9.44.[3]
- 17-я подвижная железнодорожная авиационная ремонтная мастерская 9-й воздушной армии. Период вхождения в Действующую армию: 9.8.45-3.9.45.[3]
- 17-я стационарная авиационная ремонтная мастерская 12-й воздушной армии. Период вхождения в Действующую армию: 9.8.45-3.9.45.[3]
- 19-я стационарная авиационная ремонтная мастерская 10-й воздушной армии. Периоды вхождения в Действующую армию: 9.8.45-3.9.45.[3]
- 19-я подвижная железнодорожная авиационная ремонтная мастерская Юго-Западного фронта (1-го формирования), Брянского (2-го формирования), Резервного, Курского, Орловского, Брянского (3-го формирования) фронтов, 2-й, 15-й воздушных армий. Период вхождения в Действующую армию: 8.11.41-11.5.45.[3]
- 19-я подвижная авиаремонтная мастерская 30.06.1981-15.08.1988. 34-го смешанного авиационного корпуса 40-й армии Ограниченного контингента советских войск в Афганистане.[5]
- 20-я стационарная авиационная ремонтная мастерская. Период вхождения в Действующую армию: 9.8.45-3.9.45.[3]
- 21-я подвижная железнодорожная авиационная ремонтная мастерская. Период вхождения в Действующую армию: 8.2.44-9.5.45.[3]
- 22-я стационарная авиационная ремонтная мастерская 12-й воздушной армии. Период вхождения в Действующую армию: 9.8.45-3.9.45.[3]
- 22-я подвижная железнодорожная авиационная мастерская ВВС Юго-Западного фронта, 8-й, 16-й воздушных армий. Период вхождения в Действующую армию: 31.7.41-9.5.45.[3]
- 23-я подвижная железнодорожная авиационная ремонтная мастерская. Период вхождения в Действующую армию: 9.8.45-3.9.45.[3]
- 24-я подвижная железнодорожная авиационная ремонтная мастерская. Период вхождения в Действующую армию: 9.8.45-3.9.45.[3]
- 26-я стационарная авиационная ремонтная мастерская. Период вхождения в Действующую армию: 24.6.41-15.4.45. Расформирована.[3]
- 27-я подвижная железнодорожная авиационная ремонтная мастерская. Периоды вхождения в Действующую армию: 13.6.44-7.9.44; 10.12.44-9.5.45; 9.8.45-3.9.45.[3]
- 27-я стационарная авиационная мастерская 9-й воздушной армии. Период вхождения в Действующую армию: 9.8.45-3.9.45.[3]
- 29-я подвижная железнодорожная авиационная ремонтная мастерская. Период вхождения в Действующую армию: 1.7.41-1.7.42. Расформирована.[3]
- 30-я подвижная железнодорожная авиационная ремонтная мастерская. Период вхождения в Действующую армию: 1.8.41-9.5.45.[3]
- 31-я подвижная железнодорожная авиационная ремонтная мастерская. Период вхождения в Действующую армию: 22.6.41-9.5.45.[3]
- 32-я подвижная железнодорожная авиационная ремонтная мастерская 18.9.41-9.5.45.[3]
- 33-я стационарная авиационная ремонтная мастерская. Период вхождения в Действующую армию: 9.8.45-3.9.45.[3]
- 34-я подвижная авиационная ремонтная мастерская 2-го Белорусского фронта. Переформирована из 34-й АТРРМ (автотракторной реммастерской) 1.2.45 г. Период вхождения в Действующую армию: 1.2.45-9.5.45.[3]
- 35-я подвижная авиационная ремонтная мастерская. Периоды вхождения в Действующую армию: 28.6.41-8.2.43; 20.9.43-25.9.43; 2.11.43-20.12.43; 25.2.44-11.5.45.[3]
- 38-я подвижная авиационная ремонтная железнодорожная мастерская. Формировалась с 26.06.1941 в составе Юго-Западного фронта, при формировании в составе фронта 8-й воздушной армии вошла в её состав, где и находилась до 12.07.1942). Потом входила в составе 8-й воздушной армии в Сталинградский фронт (12.07 — 31.12.1942), в Южный фронт второго формирования (31.12.1942 —) в 4-й Украинский фронт (20.10.1943 — июль 1944). После освобождения Крыма вошла в состав 1-й воздушной армии 3-го Белорусского фронта (июль 1944—1945, 15 августа 3-й Белорусский фронт расформирован). … . Входила в Белорусский военный округ (май 1953 — 15.06.1963). Переименована в «558-й завод по ремонту ракетной техники» 50-й ракетной армии. Периоды вхождения в Действующую армию: 23.11.41-12.5.44; 20.7.44-9.5.45.[3],[6],[7]
- 39-я подвижная железнодорожная авиационная ремонтная мастерская. Периоды вхождения в Действующую армию: 11.8.41-12.5.44; 2.9.44-9.5.45.[3]
- 40-я подвижная авиационная ремонтная мастерская. Периоды вхождения в Действующую армию: 11.9.41-10.11.41; 9.12.41-11.5.45.[3]
- 41-я подвижная железнодорожная авиационная ремонтная мастерская. Периоды вхождения в Действующую армию: 20.7.41-26.11.44; 7.4.45-9.5.45.[3]
- 42-я подвижная авиационная ремонтная мастерская. Период вхождения в Действующую армию: 11.8.41-4.3.42. Расформирована.[3]
- 43-я подвижная железнодорожная авиационная ремонтная мастерская. Периоды вхождения в Действующую армию: 23.6.41-15.10.41; 15.5.42-9.5.45.[3]
- 44-я подвижная железнодорожная авиационная ремонтная мастерская. Периоды вхождения в Действующую армию: 7.7.41-7.5.44; 16.7.44-9.5.45.[3]
- 45-я подвижная железнодорожная авиационная ремонтная мастерская. Период вхождения в Действующую армию: 23.11.41-20.4.44.[3]
- 47-я подвижная авиационная ремонтная мастерская. Период вхождения в Действующую армию: 23.11.41-30.3.43; 6.6.43-2.11.43; 16.11.43-11.5.45.[3]
- 48-я стационарная авиационная ремонтная мастерская. Период вхождения в Действующую армию: 22.6.41-12.5.44; 15.7.44-9.5.45.[3]
- 51-я стационарная авиационная ремонтная мастерская. Период вхождения в Действующую армию: 9.8.45-3.9.45.[3]
- 53-я стационарная авиационная ремонтная мастерская 9-й воздушной армии. Период вхождения в Действующую армию: 9.8.45-3.9.45.[3]
- 54-я стационарная авиационная ремонтная мастерская. Период вхождения в Действующую армию: 25.7.41-19.9.41.[3]
- 55-я стационарная авиационная ремонтная мастерская Северо-Западного фронта. Период вхождения в Действующую армию: 22.6.41-13.9.41.[3]
- 55-я подвижная железнодорожная авиационная ремонтная мастерская Северного фронта, Ленинградского фронта. Период вхождения в Действующую армию: 24.6.41-1.4.42. Расформирована.[3]
- 56-я стационарная авиационная ремонтная мастерская. Период вхождения в Действующую армию: 25.7.41-30.8.41. Расформирована.[3]
- 57-я стационарная авиационная ремонтная мастерская. Период вхождения в Действующую армию: 22.6.41-26.11.44.[3]
- 59-я подвижная железнодорожная авиационная ремонтная мастерская. Периоды вхождения в Действующую армию: 12.7.41-31.7.41; 20.12.41-5.9.42. Расформирована.[3]
- 60-я стационарная авиационная ремонтная мастерская 10-й воздушной армии. Период вхождения в Действующую армию: 9.8.45-3.9.45.[3]
- 60-я подвижная железнодорожная авиационная ремонтная мастерская 56-й, 15-й воздушной армии 11.11.42-12.3.43; 23.3.43-9.5.45.[3]
- 63-я подвижная авиационная ремонтная мастерская. Периоды вхождения в Действующую армию: 20.7.43-9.5.45; 9.8.45-3.9.45.[3]
- 69-я стационарная (подвижная) авиационная ремонтная мастерская. Периоды вхождения в Действующую армию: 1.7.41-9.5.45.[3]
- 74-я подвижная авиационная ремонтная мастерская. Переименована из ПАРМ 1-й воздушной армии 1.11.44 г. 1.11.44-9.5.45.[3]
- 81-я стационарная авиационная ремонтная мастерская. Период вхождения в Действующую армию: 9.8.45-3.9.45.[3]
- 90-я стационарная авиационная ремонтная мастерская. Период вхождения в Действующую армию: 9.8.45-3.9.45.[3]
- 91-я стационарная авиационная ремонтная мастерская образована переименованием 3-й САМ 25.4.43 г. (прим. автора статьи)
- 94-я стационарная авиационная ремонтная мастерская. Переименована из 14-й стационарной авиационной ремонтной мастерской 15.1.44 г. Периоды вхождения в Действующую армию: 15.2.44-1.8.44; 26.11.44-18.12.44.[3]
- 100-я стационарная авиационная ремонтная мастерская. Период вхождения в Действующую армию: 9.8.45-3.9.45.[3]
- 101-я стационарная авиационная ремонтная мастерская. Период вхождения в Действующую армию: 1.7.41-9.5.45.[3]
- 105-я подвижная авиационная ремонтная мастерская. Период вхождения в Действующую армию: 5.4.45-9.5.45.[3]
- 106-я стационарная авиационная ремонтная мастерская. Период вхождения в Действующую армию: 25.3.42-14.11.44.[3]
- 107-я стационарная авиационная ремонтная мастерская. Период вхождения в Действующую армию: 10.10.41-1.4.45.[3]
- 108-я стационарная авиаремонтная мастерская 12-й воздушной армии. Период вхождения в Действующую армию: 9.8.45-3.9.45.[3]
- 109-я подвижная авиационная ремонтная мастерская. Период вхождения в Действующую армию: 5.4.45-9.5.45.[3]
- 110-я подвижная авиационная ремонтная мастерская. Период вхождения в Действующую армию: 5.4.45-9.5.45.[3]
- 111-я стационарная авиационная ремонтная мастерская. Период вхождения в Действующую армию: 11.8.41-27.10.41.[3]
- 112-я подвижная авиационная мотороремонтная мастерская. Период вхождения в Действующую армию: 5.4.45-9.5.45.[3]
- 114 стационарная авиационная ремонтная мастерская. Период вхождения в Действующую армию: 24.6.41-9.5.45.[3]
- 116-я стационарная авиационная ремонтная мастерская. Периоды вхождения в Действующую армию: 22.6.41-22.12.41; 2.6.43-25.2.44; 5.2.45-9.5.45.[3]
- 123-я стационарная авиационная ремонтная мастерская. Периоды вхождения в Действующую армию: 22.6.41-20.10.41; 1.3.42-26.2.44; 30.10.44-9.5.45.[3]
- 127-я стационарная авиационная ремонтная мастерская. Период вхождения в Действующую армию: 7.11.41-12.3.43.[3]
- 130-я подвижная авиационная ремонтная мастерская. Период вхождения в Действующую армию: 22.6.41-1.4.45. Обращена на формирование ОПРБ 16-й воздушной армии 1.4.45 г.[3]
- 131-я стационарная авиационная ремонтная мастерская. Период вхождения в Действующую армию: 18.5.41-7.9.44.[3]
- 132-я стационарная авиационная ремонтная мастерская. Период вхождения в Действующую армию: 24.6.41-20.4.44. Расформирована.[3]
- 133-я стационарная авиационная ремонтная мастерская. Периоды вхождения в Действующую армию: 22.6.41-23.6.41; 12.7.41-2.9.41; 6.10.44-21.2.45.[3]
- 136-я стационарная авиационная ремонтная мастерская. Периоды вхождения в Действующую армию: 1.7.41-26.8.41: 1.9.41-14.11.44.[3]
- 138-я специальная подвижная авиационная ремонтная мастерская. Период вхождения в Действующую армию: 9.8.45-3.9.45.[3]
- 138-я стационарная авиационная мастерская. Период вхождения в Действующую армию: 10.10.41-1.4.43.[3]
- 139-я стационарная авиационная ремонтная мастерская. Период вхождения в Действующую армию: 24.6.41-9.5.45.[3]
- 140-я стационарная авиационная ремонтная мастерская 4-й воздушной армии. Период вхождения в Действующую армию: 25.8.44-9.5.45.[3]
- 141-я подвижная (стационарная) авиационная ремонтная мастерская. Периоды вхождения в Действующую армию: 22.6.41-12.5.44; 8.7.44-9.5.45.[3]
- 145-я стационарная авиационная ремонтная мастерская. Период вхождения в Действующую армию: 9.8.45-3.9.45.[3]
- 147-я стационарная авиационная ремонтная мастерская. Периоды вхождения в Действующую армию: 23.11.41-28.1.42; 15.5.42-30.3.43.[3]
- 160-я стационарная авиационная ремонтная мастерская. Периоды вхождения в Действующую армию: 22.6.41-30.7.42; 28.12.42-31.8.43; 13.5.44-1.8.44.[3]
- 162-я стационарная (подвижная) авиационная ремонтная мастерская. Период вхождения в Действующую армию: 5.7.41-9.5.45.[3]
- 163-я стационарная авиационная ремонтная мастерская. Периоды вхождения в Действующую армию: 22.6.41-1.9.41; 6.2.42-7.9.44; 16.10.44-9.5.45.[3]
- 191-я подвижная авиаремонтная мастерская.[8]
- 192-я подвижная авиаремонтная мастерская 34-го смешанного авиационного корпуса 40-й армии Ограниченного контингента советских войск в Афганистане. Размещалась на аэродроме г. Кандагар в 1986—1988 гг.[9]
- 196-я специальная подвижная авиационная ремонтная мастерская. Период вхождения в Действующую армию: 26.8.43-9.5.45.[3]
- 201 стационарная авиационная ремонтная мастерская. Периоды вхождения в Действующую армию: 1.7.41-28.7.43; 14.11.43-9.5.45.[3]
- 204-я стационарная авиационная ремонтная мастерская. Периоды вхождения в Действующую армию: 28.8.41-25.5.44; 15.9.44-9.5.45.[3]
- 205-я стационарная авиационная ремонтная мастерская. Периоды вхождения в Действующую армию: 23.11.41-28.1.42; 15.5.42-30.3.43.[3]
- 210-я стационарная авиационная ремонтная мастерская. Период вхождения в Действующую армию: 9.8.45-3.9.45.[3]
- 213-я подвижная авиационная ремонтная мастерская. Сформирована 15 июня 1949 года. Входила в состав: Вооружённых силы СССР (15 июня 1949 года — 26 декабря 1991 года); Вооружённых силы Республики Беларусь (20 марта 1992 года — по н/вр).[10]
- 215-я стационарная авиационная ремонтная мастерская. Период вхождения в Действующую армию: 9.8.45-3.9.45.[3]
- 250-я стационарная авиационная ремонтная мастерская. Период вхождения в Действующую армию: 9.8.45-3.9.45.[3]
- 253-я стационарная авиационная ремонтная мастерская 23.11.41-28.1.42; 15.5.42-30.3.43.[3]
- 256-я стационарная авиационная ремонтная мастерская. Период вхождения в Действующую армию: 12.7.41-12.5.44.[3]
- 257-я стационарная авиационная ремонтная мастерская. Период вхождения в Действующую армию: 15.9.41-16.11.41.[3]
- 258-я стационарная авиационная ремонтная мастерская. Периоды вхождения в Действующую армию: 23.11.41-28.1.42; 15.5.42-30.3.43.[3]
- 260-я стационарная авиационная ремонтная мастерская. Период вхождения в Действующую армию: 9.8.45-3.9.45.[3]
- 261-я стационарная авиационная ремонтная мастерская 23.7.41-3.7.43. Расформирована.[3]
- 262-я стационарная авиационная ремонтная мастерская. Период вхождения в Действующую армию: 22.6.41-14.11.44.[3]
- 266-я стационарная авиационная ремонтная мастерская. Периоды вхождения в Действующую армию: 25.6.41-30.3.43; 22.5.43-29.8.44.[3]
- 270-я стационарная авиационная ремонтная мастерская. Периоды вхождения в Действующую армию: 22.6.41-14.10.41; 25.11.42-15.3.43; 10.4.44-15.6.44.[3]
- 271-я стационарная авиационная ремонтная мастерская. Периоды вхождения в Действующую армию: 25.8.41-28.12.41; 23.3.42-9.9.42; 10.1.43-31.8.43.[3]
- 274-я стационарная авиационная ремонтная мастерская. Периоды вхождения в Действующую армию: 22.6.41-1.11.41; 29.3.42-13.7.42; 15.4.44-15.6.44.[3]
- 275-я стационарная авиационная ремонтная мастерская. Периоды вхождения в Действующую армию: 22.6.41-12.9.41; 7.11.43-9.5.45.[3]
- 275-я подвижная авиационная мастерская спецслужбы 55-й подвижной авиаремонтной базы 7-й воздушной армии. Период вхождения в Действующую армию: 23.8.43-14.11.44.[3]
- 278-я стационарная авиационная ремонтная мастерская. Периоды вхождения в Действующую армию: 22.6.41-27.8.41; 15.3.42-8.2.43; 23.11.43-1.3.44; 25.3.45-9.5.45.[3]
- 279-я стационарная авиационная ремонтная мастерская. Период вхождения в Действующую армию: 20.10.41-14.12.41.[3]
- 280-я подвижная (стационарная) авиационная мастерская. Период вхождения в Действующую армию: 22.6.41-9.5.45.[3]
- 281-я стационарная авиационная ремонтная мастерская. Период вхождения в Действующую армию: 29.11.41-10.10.44.[3]
- 282-я стационарная авиационная ремонтная мастерская. Периоды вхождения в Действующую армию: 22.6.41-23.8.41; 8.12.44-10.2.45.[3]
- 283-я стационарная авиационная ремонтная мастерская. Период вхождения в Действующую армию: 19.10.41-26.1.42.[3]
- 284-я стационарная авиационная ремонтная мастерская. Периоды вхождения в Действующую армию: 13.2.42-20.12.43; 15.12.44-22.2.45.[3]
- 285-я подвижная (стационарная) авиационная ремонтная мастерская. Период вхождения в Действующую армию: 22.6.41-11.5.45.[3]
- 287-я стационарная авиационная ремонтная мастерская. Периоды вхождения в Действующую армию: 22.6.41-10.8.41; 7.4.42-16.9.43.[3]
- 289-я подвижная (стационарная) авиационная ремонтная мастерская. Период вхождения в Действующую армию: 2.7.41-9.5.45.[3]
- 290-я подвижная (стационарная) авиационная ремонтная мастерская. Период вхождения в Действующую армию: 3.7.41-11.5.45.[3]
- 294-я стационарная авиационная ремонтная мастерская. Периоды вхождения в Действующую армию: 5.7.41-12.3.43; 23.3.43-9.5.45.[3]
- 300-я стационарная авиационная ремонтная мастерская. Периоды вхождения в Действующую армию: 15.8.41-15.10.41; 10.8.43-30.1.44.[3]
- 305-я стационарная авиационная ремонтная мастерская. Период вхождения в Действующую армию: 10.6.42-22.5.43.[3]
- 306-я стационарная авиационная ремонтная мастерская. Период вхождения в Действующую армию: 25.8.41-25.8.42.[3]
- 307-я стационарная авиационная ремонтная мастерская. Период вхождения в Действующую армию: 25.8.41-25.12.41; 12.8.42-2.4.43.[3]
- 310-я стационарная авиационная ремонтная мастерская. Период вхождения в Действующую армию: 22.8.42-9.5.45.[3]
- 342-я подвижная авиационная ремонтная мастерская. Период вхождения в Действующую армию: …-9.5.45.[3]
- 392-я подвижная авиаремонтная мастерская 25.12.1979-… 34-го смешанного авиационного корпуса 40-й армии Ограниченного контингента советских войск в Афганистане.[11]
- 500-я стационарная авиационная ремонтная мастерская. Период вхождения в Действующую армию: 9.8.45-3.9.45.[3]
- 700-я стационарная авиационная ремонтная мастерская. Период вхождения в Действующую армию: 9.8.45-3.9.45.[3]
- 702-я стационарная авиационная ремонтная мастерская. Период вхождения в Действующую армию: 9.8.45-3.9.45.[3]
- 703-я подвижная авиационная ремонтная мастерская. Периоды вхождения в Действующую армию: 10.2.44-7.9.44; 17.1.45-9.5.45.[3]
- 704-я подвижная авиационная ремонтная мастерская. Периоды вхождения в Действующую армию: 4.2.44-11.5.45; 9.8.45-3.9.45.[3]
- 705-я подвижная авиационная ремонтная мастерская. Периоды вхождения в Действующую армию: 6.2.44-9.5.45; 9.8.45-3.9.45.[3]
- 706-я подвижная авиационная ремонтная мастерская. Период вхождения в Действующую армию: 24.2.44-11.5.45.[3]
- 707-я подвижная авиационная ремонтная мастерская. Периоды вхождения в Действующую армию: 15.2.44-12.5.44; 16.9.44-11.5.45; 9.8.45-3.9.45.[3]
- 709-я подвижная авиационная ремонтная мастерская. Периоды вхождения в Действующую армию: 12.4.44-26.11.44; 14.4.45-9.5.45.[3]
- 710-я подвижная авиационная ремонтная мастерская. Периоды вхождения в Действующую армию: 12.4.44-26.11.44; 24.3.45-9.5.45.[3]
- 711-я подвижная авиационная ремонтная мастерская. Период вхождения в Действующую армию: 12.4.44-9.5.45.[3]
- 712-я подвижная авиационная ремонтная мастерская. Период вхождения в Действующую армию: 12.4.44-9.5.45.[3]
- 716-я подвижная авиационная ремонтная мастерская. Период вхождения в Действующую армию: 18.9.43-11.5.45.[3]
- 718-я подвижная авиационная ремонтная мастерская. Период вхождения в Действующую армию: 18.1.44-11.5.45.[3]
- 720-я стационарная авиационная ремонтная мастерская. Период вхождения в Действующую армию: 9.8.45-3.9.45.[3]
- 724-я стационарная авиационная ремонтная мастерская. Период вхождения в Действующую армию: 9.8.45-3.9.45.[3]
- 725-я подвижная авиационная ремонтная мастерская. Периоды вхождения в Действующую армию: 15.8.42-26.2.44; 24.4.44-26.11.44; 4.3.45-9.5.45.
- 726-я подвижная авиационная ремонтная мастерская 16.6.42-12.5.44; 23.6.44-9.5.45.[3]
- 727-я подвижная авиационная ремонтная мастерская. Период вхождения в Действующую армию: 12.6.42-9.5.45.[3]
- 729-я стационарная авторемонтная мастерская. Период вхождения в Действующую армию: 7.9.42-9.5.45.[3]
- 741-я подвижная авиационная ремонтная мастерская. Период вхождения в Действующую армию: 4.9.42-9.5.45.[3]
- 742-я подвижная авиационная ремонтная мастерская. Периоды вхождения в Действующую армию: 18.8.42-12.5.44; 17.12.44-9.5.45.
- 743-я подвижная авиационная ремонтная мастерская. Период вхождения в Действующую армию: 15.9.42-9.5.45.[3]
- 744-я подвижная авиационная ремонтная мастерская. Период вхождения в Действующую армию: 15.9.42-9.5.45.[3]
- 745-я подвижная авиационная ремонтная мастерская. Период вхождения в Действующую армию: 13.9.42-21.9.44. Обращена на формирование 748-й ПАвиаРМ 21.9.44 г.[3]
- 746-я подвижная авиационная ремонтная мастерская. Периоды вхождения в Действующую армию: 6.9.42-12.3.43; 23.3.43-9.5.45.
- 748-я подвижная авиационная ремонтная мастерская. Сформирована на базе 745-й ПАвиаРМ 21.9.44 г. Периоды вхождения в Действующую армию: 21.9.44-11.5.45; 9.8.45-3.9.45.[3]
- 781-я подвижная авиационная ремонтная мастерская. Период вхождения в Действующую армию: 9.8.45-3.9.45.[3]
- 782-я подвижная авиационная ремонтная мастерская. Период вхождения в Действующую армию: 9.8.45-3.9.45.[3]
- 783-я подвижная авиационная ремонтная мастерская. Период вхождения в Действующую армию: 9.8.45-3.9.45.[3]
- 784-я подвижная авиационная ремонтная мастерская. Периоды вхождения в Действующую армию: 10.2.43-12.3.43; 23.3.43-10.4.45. Переформирована в 225-ю ПАВРБ 10.4.45 г.
- 788-я подвижная авиационная ремонтная мастерская. Период вхождения в Действующую армию: 9.8.45-3.9.45.[3]
- 789-я подвижная авиационная ремонтная мастерская. Период вхождения в Действующую армию: 9.8.45-3.9.45.[3]
- 790-я подвижная авиационная ремонтная мастерская. Период вхождения в Действующую армию: 9.8.45-3.9.45.[3]
- 791-я подвижная авиационная ремонтная мастерская. Период вхождения в Действующую армию: 9.8.45-3.9.45.[3]
- 792-я подвижная авиационная ремонтная мастерская. Период вхождения в Действующую армию: 29.4.43-11.5.45.[3]
- 793-я подвижная авиационная ремонтная мастерская. Период вхождения в Действующую армию: 9.8.45-3.9.45.[3]
- 794-я подвижная авиационная ремонтная мастерская. Период вхождения в Действующую армию: 29.4.43-11.5.45.[3]
- 795-я подвижная авиационная ремонтная мастерская. Период вхождения в Действующую армию: 1.11.42-9.5.45.[3]
- 798-я подвижная авиационная ремонтная мастерская. Период вхождения в Действующую армию: 27.11.42-11.5.45.[3]
- 799-я подвижная авиационная ремонтная мастерская. Период вхождения в Действующую армию: 27.11.42-9.5.45.[3]
- 800-я подвижная авиационная ремонтная мастерская. Период вхождения в Действующую армию: 5.12.42-9.5.45.[3]
- 801-я подвижная авиационная ремонтная мастерская. Период вхождения в Действующую армию: 5.12.42-9.5.45.[3]
- 803-я подвижная авиационная ремонтная мастерская. Периоды вхождения в Действующую армию: 30.4.44-31.7.44; 8.12.44-5.9.45.[3]
- 805-я подвижная авиационная ремонтная мастерская. Периоды вхождения в Действующую армию: 15.5.43-5.10.43; 9.11.43-25.2.44; 1.7.44-31.12.44.[3]
- 806-я подвижная авиационная ремонтная мастерская. Периоды вхождения в Действующую армию: 25.3.43-3.9.43; 15.10.43-1.8.44.[3]
- 807-я подвижная авиационная ремонтная мастерская. Периоды вхождения в Действующую армию: 28.2.43-12.5.44; 22.6.44-9.5.45.[3]
- 809-я подвижная авиационная ремонтная мастерская. Периоды вхождения в Действующую армию: 9.12.42-12.5.44; 23.3.45-11.5.45.[3]
- 810-я подвижная авиационная ремонтная мастерская. Период вхождения в Действующую армию: 3.3.44-11.5.45.[3]
- 812-я подвижная авиационная ремонтная мастерская. Периоды вхождения в Действующую армию: 10.2.44-12.5.44; 16.7.44-9.5.45.[3]
- 813-я подвижная авиационная ремонтная мастерская. Периоды вхождения в Действующую армию: 1.1.43-12.5.44; 22.6.44-9.5.45.[3]
- 814-я подвижная авиационная ремонтная мастерская. Периоды вхождения в Действующую армию: 1.2.43-12.5.44; 22.6.44-9.5.45.[3]
- 815-я подвижная авиационная ремонтная мастерская. Период вхождения в Действующую армию: 7.3.43-9.5.45.[3]
- 816-я подвижная авиационная ремонтная мастерская. Период вхождения в Действующую армию: 15.3.43-9.5.45.[3]
- 817-я подвижная авиационная ремонтная мастерская. Периоды вхождения в Действующую армию: 5.3.43-20.11.43; 2.12.43-7.9.44.[3]
- 818-я подвижная авиационная ремонтная мастерская. Периоды вхождения в Действующую армию: 25.4.43-21.9.44. Расформирована.[3]
- 820-я подвижная авиационная ремонтная мастерская. Периоды вхождения в Действующую армию: 26.2.43-12.5.44; 22.6.44-9.5.45.[3]
- 821-я подвижная авиационная ремонтная мастерская. Периоды вхождения в Действующую армию: 26.2.43-12.5.44; 22.6.44-9.5.45.[3]
- 822-я подвижная авиационная ремонтная мастерская. Периоды вхождения в Действующую армию: 28.3.43-23.4.43; 9.7.43-11.5.45.[3]
- 823-я подвижная авиационная ремонтная мастерская. Период вхождения в Действующую армию: 22.4.43-11.5.45.[3]
- 824-я подвижная авиационная ремонтная мастерская. Период вхождения в Действующую армию: 11.8.43-11.5.45.[3]
- 827-я подвижная авиационная ремонтная мастерская. Период вхождения в Действующую армию: 15.4.43-9.5.45.[3]
- 828-я подвижная авиационная ремонтная мастерская. Период вхождения в Действующую армию: 5.5.43-9.5.45.[3]
- 829-я подвижная авиационная ремонтная мастерская. Период вхождения в Действующую армию: 15.4.43-21.10.44.[3]
- 830-я подвижная авиационная ремонтная мастерская. Период вхождения в Действующую армию: 20.4.43-21.10.44.[3]
- 831-я подвижная авиационная ремонтная мастерская. Период вхождения в Действующую армию: 15.4.43-9.5.45.[3]
- 832-я подвижная авиационная ремонтная мастерская. Период вхождения в Действующую армию: 15.4.43-9.5.45.[3]
- 833-я подвижная авиационная ремонтная мастерская. Периоды вхождения в Действующую армию: 20.6.43-9.5.45; 9.8.45-3.9.45.[3]
- 834-я подвижная авиационная ремонтная мастерская. Период вхождения в Действующую армию: 9.7.43-9.5.45.[3]
- 835-я подвижная авиационная ремонтная мастерская. Период вхождения в Действующую армию: 3.6.43-9.5.45.[3]
- 836-я подвижная авиационная ремонтная мастерская. Периоды вхождения в Действующую армию: 20.7.43-15.10.43; 25.1.44-7.2.45.[3]
- 837-я подвижная авиационная ремонтная мастерская. Период вхождения в Действующую армию: 3.6.43-11.5.45.[3]
- 838-я подвижная авиационная ремонтная мастерская. Период вхождения в Действующую армию: 9.7.43-25.10.44.[3]
- 839-я подвижная авиационная ремонтная мастерская. Период вхождения в Действующую армию: 16.4.43-26.2.44; 24.4.44-9.5.45.[3]
- 840-я подвижная авиационная ремонтная мастерская. Период вхождения в Действующую армию: 27.4.43-14.11.44.[3]
- 841-я подвижная авиационная ремонтная мастерская. Период вхождения в Действующую армию: 19.4.43-9.5.45.[3]
- 842-я подвижная авиационная ремонтная мастерская. Период вхождения в Действующую армию: 15.5.43-11.5.45.[3]
- 843-я подвижная авиационная ремонтная мастерская. Период вхождения в Действующую армию: 4.5.43-11.5.45.[3]
- 844-я подвижная авиационная ремонтная мастерская. Период вхождения в Действующую армию: 9.7.43-11.5.45.[3]
- 845-я подвижная авиационная ремонтная мастерская. Период вхождения в Действующую армию: 25.4.43-11.5.45.[3]
- 846-я подвижная авиационная ремонтная мастерская. Период вхождения в Действующую армию: 25.4.43-1.10.44.[3]
- 847-я подвижная авиационная ремонтная мастерская. Период вхождения в Действующую армию: 9.7.43-21.9.44.[3]
- 848-я подвижная авиационная ремонтная мастерская. Период вхождения в Действующую армию: 18.5.43-9.5.45.[3]
- 849-я подвижная авиационная ремонтная мастерская. Периоды вхождения в Действующую армию: 16.4.43-25.5.43; 9.7.43-11.5.45.[3]
- 850-я подвижная авиационная ремонтная мастерская. Период вхождения в Действующую армию: 16.4.43-11.5.45.[3]
- 851-я подвижная авиационная ремонтная мастерская. Период вхождения в Действующую армию: 16.4.43-30.9.44.[3]
- 855-я подвижная авиационная ремонтная мастерская. Период вхождения в Действующую армию: 10.8.43-11.5.45.[3]
- 856-я подвижная авиационная ремонтная мастерская. Периоды вхождения в Действующую армию: 12.9.43-7.9.44; 10.12.44-11.5.45; 9.8.45-3.9.45.[3]
- 857-я подвижная авиационная ремонтная мастерская. Период вхождения в Действующую армию: 22.8.43-9.5.45.[3]
- 866-я подвижная авиационная ремонтная мастерская. Период вхождения в Действующую армию: 15.11.43-11.5.45.[3]